# Барановский сельский совет (Харьковская область)
Барановский сельский совет — упразднённая административная единица в составе Валковского района Харьковской области Украины.
Административный центр сельского совета находился в селе Бараново.

## История
- 1922 — дата образования.

## Населённые пункты совета
- село Бараново
- село Войтенки
- село Гринцов Рог
- село Коверовка
- село Мизяки
- село Роговка
- село Тетющино

## Достопримечательности
- Около села Войтенки находится один из самых больших могильников (около трёхсот захоронений) черняховской культуры в Восточной Украине[2].